# エクアドルの世界遺産
エクアドルの世界遺産（エクアドルのせかいいさん）はユネスコの世界遺産に登録されているエクアドルの文化・自然遺産の一覧。
1978年に登録された初の世界遺産12件のうち、2件を含む。そのひとつガラパゴス諸島は、2007年から2010年に危機にさらされている世界遺産リストに加えられていた。

## 文化遺産
- キトの市街 -（1978年）
- サンタ・アナ・デ・ロス・リオス・クエンカの歴史地区 -（1999年）
- アンデスの道路網カパック・ニャン - (2014年)

## 自然遺産
- ガラパゴス諸島 -（1978年）
- サンガイ国立公園 -（1983年）

## 複合遺産
なし